# Paweł Zając
Paweł Zając OMI (ur. 1975 w Kędzierzynie-Koźlu) – polski duchowny, teolog, dr hab. nauk humanistycznych, profesor uczelni Zakładu Teologii Historycznej Wydziału Teologicznego Uniwersytetu im. Adama Mickiewicza w Poznaniu.

## Życiorys
W 2003 r. ukończył studia teologiczne w Katolickim Uniwersytecie Lubelskim Jana Pawła II, w 2006 r. obronił pracę doktorską Katoliccy misjonarze i ludność rodzima w Kanadzie w historiografii XIX i XX wieku, której promotorem był ks. prof. Zygmunt Zieliński, w 2014 r. habilitował się na podstawie pracy zatytułowanej Acta Nuntiaturae Polonae.Tomus LIV. Ioannes Andreas Archetti (1776-1784). Volumen 1 (8 IV 1775-25 VII 1776). Edidit Paulus Zając OMI. Academia Scientiarum et Litterarum Polona. Cracoviae 2013, pp. LXIX + 665. Został zatrudniony na stanowisku adiunkta w Zakładzie Historii Kościoła na Wydziale Teologicznym Uniwersytetu im. Adama Mickiewicza w Poznaniu.
Był pełnomocnikiem dziekana w Sekcji w Obrze – Wyższego Seminarium Duchownego Misjonarzy Oblatów Maryi Niepokalanej na Wydziale Teologicznym Uniwersytetu im. Adama Mickiewicza w Poznaniu.
Jest profesorem uczelni w Zakładzie Teologii Historycznej na Wydziale Teologicznym Uniwersytetu im. Adama Mickiewicza w Poznaniu, a także członkiem Rady Dyscypliny Naukowej – Nauk Teologicznych Uniwersytetu im. Adama Mickiewicza w Poznaniu.